# تيم البوتات
تيم البوتات (بالألمانية: Tim Albutat)‏ (23 سبتمبر 1992 في ألمانيا - ) هو لاعب كرة قدم ألماني في مركز الوسط. شارك مع منتخب ألمانيا لكرة القدم تحت 18 سنة. أما مع النوادي، فقد لعب مع نادي دويسبورغ ونادي فرايبورغ.

## روابط خارجية
- تيم البوتات على موقع قاعدة بيانات كرة القدم.إي يو (الإنجليزية)
- تيم البوتات على موقع بيانات كرة القدم. دي إي (الألمانية)
- تيم البوتات على موقع Soccerway.com (الإنجليزية)
- تيم البوتات على موقع عالم كرة القدم.نت (الإنجليزية)
- تيم البوتات على موقع AS.com (الإسبانية)